# Shingo Tomita
Shingo Tomita (jap. 富田 晋伍 Tomita Shingo; ur. 20 czerwca 1986) – japoński piłkarz występujący na pozycji pomocnika. Obecnie występuje w Vegalta Sendai.

## Kariera klubowa
Od 2005 roku występował w klubie Vegalta Sendai.